# Šuttarna II.
Šuttarna II. je bil kralj huritskega Mitanskega kraljestva, ki je vladal v zgodnjem 14. stoletju pr. n. št.
Bil je naslednik in morda sin velikega mitanskega kralja Artatame I. Njegove diplomatske dogovore in zavezništvo z egipčanskim faraonom Amenhotepom III. na kratko omenjajo Amarnska pisma. Zavezništvo z Egiptom je potrdil s poroko svoje hčerke Kiluhepe ali Giluhepe s faraonom Amenhotepom III. Poroka je bila v 10. letu faraonove vladavine in mu prinesla bogato doto. 
Med Šuttarnovo vladavino je Mitansko kraljestvo doseglo višek moči in razcveta. Od Allalaha na zahodu je približno po reki   Oront v severni Siriji mejilo na  Egipčansko kraljestvo. Središče Mitanija je bolo porečje Haburja, kjer je bila prestolnica Vaššukani. Asirija in Arrafa na vzhodu sta bili mitanski vazalni državi. Hetitski napad na severno mitansko mejo je Šuttarna odbil.
Nasledil ga je sin Tušrata ali  Artašumara (morda v sumljivih okoliščinah).

## Sklic
1. ↑  Dise Jr., Robert (2009): "DVD 2". Ancient Empires before Alexander (DVD). Part 1 of 3. Chantilly, VA: The Teaching Company, Lecture 6: Mitanni and the Kassites. ISBN 159803557-6.

| Šuttarna II. ni znano   |                                                |                       |
| Predhodnik: Artatama I. | Kralj Mitanija zgodnje 14. stoletje pr. n. št. | Naslednik: Artašumara |